# Amphicoma haucki
Amphicoma haucki es una especie de coleóptero de la familia Glaphyridae.

## Distribución geográfica
Habita en Laos.